# 50e cérémonie des Grammy Awards
 (mai 2025).
La 50e cérémonie des Grammy Awards s'est déroulée le 10 février 2008 au Staples Center à Los Angeles (Californie).

## Liste des Grammy Awards pour l'année 2008
Album de l'année
- River: The Joni Letters, Herbie Hancock[1]

Disque de l'année
- Rehab, Amy Winehouse

Meilleur nouvel artiste
- Amy Winehouse

Chanson de l'année
- Rehab, Amy Winehouse

Meilleur album pop vocal
- Back to Black, Amy Winehouse

Meilleur album pop traditionnel
- Call Me Irresponsible, Michael Bublé

Meilleure prestation vocale d'une chanteuse
- Rehab, Amy Winehouse

Meilleure prestation vocale d'un chanteur
- What Goes Around... Comes Around, Justin Timberlake

Meilleure prestation pop par un groupe
- Makes Me Wonder, Maroon 5

Meilleure prestation rock par un groupe
- Icky Thump, The White Stripes

Meilleur album de rock
- Echoes, Silence, Patience and Grace, Foo Fighters

Meilleure chanson de rap
- Can’t Tell Me Nothing, Aldrin Davis & Kanye West

Meilleure prestation country d'une chanteuse
- Before He Cheats, Carrie Underwood

Meilleure prestation country d'un chanteur
- Stupid Boy, Keith Urban

Meilleure prestation R&B d'une chanteuse
- No One, Alicia Keys

Meilleur album de rap
- Graduation, Kanye West

Meilleure collaboration vocale pop
- Gone Gone Gone (Done Moved On), Robert Plant & Alison Krauss

Meilleur long-métrage musical
- The Confessions Tour: Live from London, Madonna